# Старр, Луиза
Луиза Старр, позднее Луиза Канциани (1845, Лондон — 25 мая 1909, там же) — британская художница.

## Биография

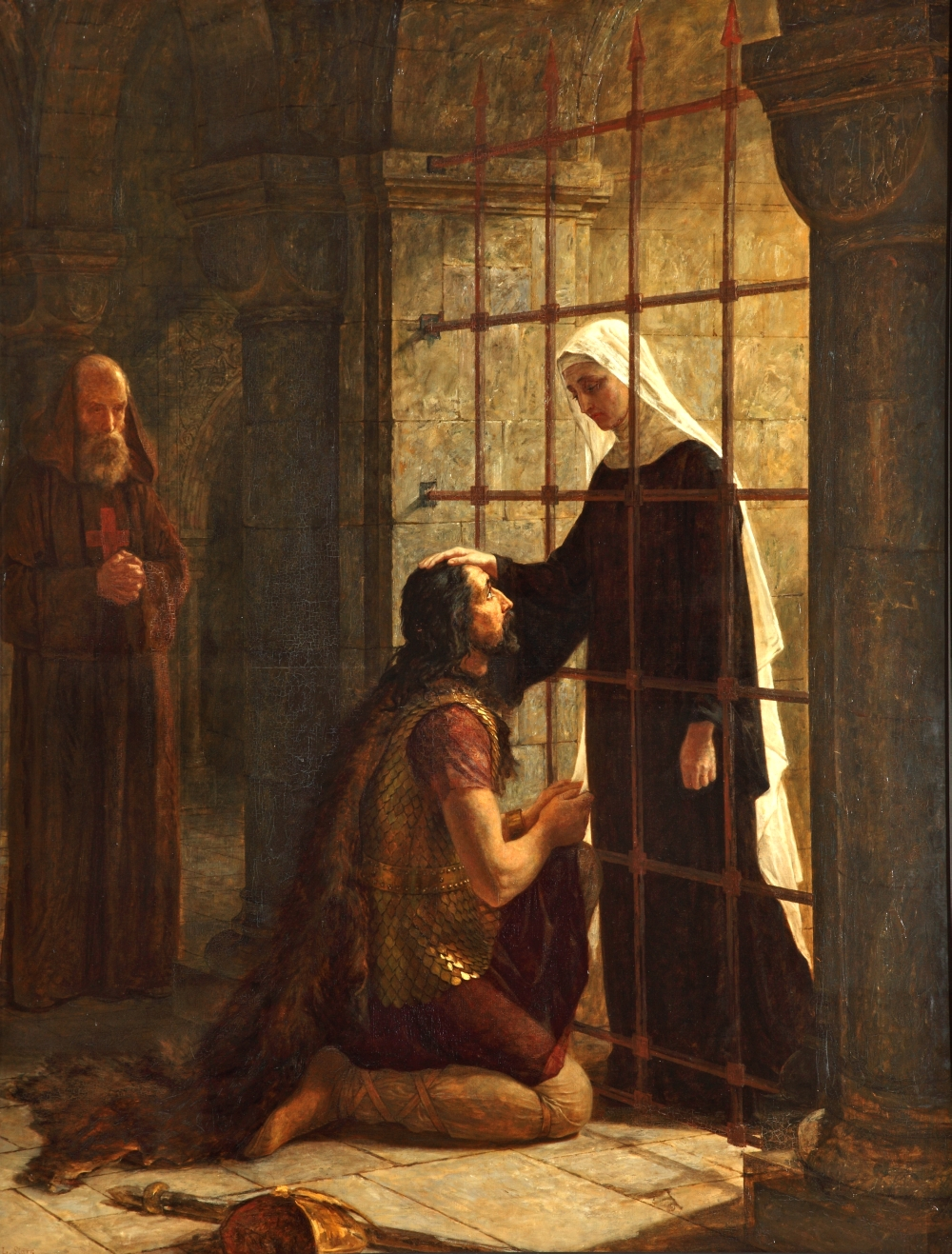
«Синтрам и его мать» — к роману Фридриха Генриха Карла де ля Мотт Фуке

Луиза Старр родилась в Лондоне и жила на Рассел-сквер, работала копировщицей в Британском музее. Обучаясь в Королевской академии художеств, представила там свои первые работы в 1866 году, к 1876 году представила 17 картин. Была удостоена золотой медали за историческую живопись в 1867 году. Стала первой женщиной, удостоенной золотой медали, в 1871 году за ней последовала Джесси Макгрегор, а третье награждение женщины состоялось только в 1909 году.
Луиза Старр вышла замуж за Энрико Канциани и после этого подписывала свои работы уже новым именем. Её дочь Эстелла Канциани также стала художницей.
Луиза Канциани выставляла свои работы во Дворце изящных искусств на Всемирной Колумбийской выставке 1893 года в Чикаго, штат Иллинойс.
Её картина Синтрам и его мать была включена в книгу 1905 года «Women Painters of the World». Луиза Канциани умерла в Лондоне в 1909 году.